# Consejo Mundial de Lucha Libre Costa Rica
Costa Rica Wrestling Embassy, es una promoción de lucha libre profesional costarricense.

## Historia

### AULL Costa Rica (2014)
El luchador mexicano Escualo y el luchador costarricense Ares (César Zárate), crearon en el año de 2014 una empresa de lucha libre que tendría su sede en Desamparados, San José, Costa Rica; el nombre de esta empresa sería AULL Costa Rica, tras un acuerdo con la promoción mexicana Alianza Universal de Lucha Libre (AULL). El 22 de marzo de 2014 sería la fecha en que se llevó a cabo el primer evento de AULL Costa Rica; desde ese entonces se empezaron a realizar eventos de manera mensual. 

### CMLL Costa Rica (2014-2016)

#### Refundación de AULL Costa Rica, surgimiento y consolidación de CMLL Costa Rica (2014-2016)
El 18 de noviembre de 2014, se anunció de manera oficial el cambio de nombre de AULL Costa Rica por Consejo Mundial de Lucha Libre Costa Rica (CMLL Costa Rica); esto tras un acuerdo realizado con la promoción mexicana Consejo Mundial de Lucha Libre (CMLL). A partir de ese entonces con regularidad se han realizado eventos de manera quincenal; asimismo, en varios de estos eventos se ha contado con la presencia de luchadores de calibre internacional, tales como Estrellita, Mr. Niebla, Puma King, Shocker, Titán, Jay Lethal, Matt Sydal, Colt Cabana y Alberto el Patrón.

### Costa Rica Wrestling Embassy (2016-actualidad)
El 18 de diciembre de 2016, durante el evento Transición, se anunció de manera oficial el cambio de nombre de Consejo Mundial de Lucha Libre Costa Rica (CMLL Costa Rica) por Costa Rica Wrestling Embassy (CWE); esto tras la finalización del  acuerdo llevado a cabo con la promoción mexicana Consejo Mundial de Lucha Libre (CMLL), para portar el nombre de "CMLL". Así, esta promoción bajo el nombre de CWE, se convierte en una empresa de lucha libre profesional totalmente independiente. 

## Actualidad

### Arena CWE
El lugar donde Costa Rica Wrestling Embassy realiza sus eventos se denomina "Arena CWE", gimnasio ubicado en Desamparados, San José.

### Eventos de manera quincenal: El Origen y eventos especiales
Con regularidad CWE realiza eventos de manera quincenal. Normalmente estos eventos se realizan bajo el nombre de "El Origen"; variando su denominación para ocasiones especiales. Los eventos que se han realizado de manera especial son los siguientes: 

#### Evento de Aniversario del CMLL Costa Rica
| Evento                         | Fecha               | Lugar                  | Evento principal                                             |
| ------------------------------ | ------------------- | ---------------------- | ------------------------------------------------------------ |
| 1° Aniversario CMLL Costa Rica | 22 de marzo de 2015 | Desamparados, San José | Ares & Kaiser vs Escualo & Shocker, en una lucha en parejas. |
| 2° Aniversario CMLL Costa Rica | 19 de marzo de 2016 | Desamparados, San José | Ares vs Steven King vs Matt Sydal, en una triple amenaza.    |

|-
|3° Aniversario CWE
|11 de marzo de 2017
|Desamparados, San José
|Kaiser(c) vs Steven King vs Zack Sabre Jr., por el Campeonato Mundial de CWE]].

#### Batalla Real CMLL Costa Rica
| Evento                         | Fecha              | Lugar                  | Evento principal              |
| ------------------------------ | ------------------ | ---------------------- | ----------------------------- |
| I Batalla Real CMLL Costa Rica | 28 de mayo de 2016 | Desamparados, San José | Batalla real de 15 luchadores |

#### Devastación
| Evento      | Fecha               | Lugar                  | Evento principal                                            |
| ----------- | ------------------- | ---------------------- | ----------------------------------------------------------- |
| Devastación | 25 de junio de 2016 | Desamparados, San José | Escualo (C) vs Kaiser, por el Campeonato de CMLL Costa Rica |

#### Transición
| Evento     | Fecha                   | Lugar                | Evento principal                                             |
| ---------- | ----------------------- | -------------------- | ------------------------------------------------------------ |
| Transición | 18 de diciembre de 2016 | Goicoechea, San José | Ares vs Escualo vs Alberto el Patrón, en una triple amenaza. |

### Canal de YouTube y programa Somos lucha!
CWE cuenta con un canal de YouTube, en donde se trasmite quincenalmente un programa denominado como "Somos lucha!", en el cual se realizan entrevistas con los luchadores de CWE a la vez que se muestra lo acontecido en cada evento quincenal de CWE.

## Campeonatos

### Campeonatos actuales
| Campeonato                 | Campeón actual | N.º | Fecha                 | Días    | Lugar                          | Evento                | Notas                       |
| -------------------------- | -------------- | --- | --------------------- | ------- | ------------------------------ | --------------------- | --------------------------- |
| Campeonato CMLL Costa Rica | Escualo        | 1   | 17 de octubre de 2015 | 252     | Desamparados, San José         | El Origen             | Derrotó a Luis Carlos Monge |
| Campeonato CMLL Costa Rica | Kaiser         | 1   | 26 de junio de 2016   | 97      | Desamparados, San José         | Devastación           | Derrotó a Escualo           |
| Campeonato CMLL Costa Rica | Epidemia       | 1   | 1 de octubre de 2016  | 14      | Desamparados, San José         | El Origen             | Derrotó a Kaiser            |
| Campeonato CMLL Costa Rica | Kaiser         | 2   | 15 de octubre de 2016 | 147     | Desamparados, San José         | El Origen             | Derrotó a Epidemia          |
| Campeonato Mundial de CWE  | Steven King    | 1   | 11 de marzo de 2017   | 74      | Desamparados, San José         | 3° Aniversario CWE    | Derrotó a Kaiser            |
| Campeonato Mundial de CWE  | Kaiser         | 3   | 27 de mayo de 2017    | [147+]] | Club Peppers, Zapote, San José | Batalla Real CWE 2017 | Derrotó a Steven King       |

### Torneos y acontecimientos especiales

#### Batalla Real CMLL Costa Rica
| Ediciones | Fecha              | Lugar                             | N.º de participantes | Ganador  |
| --------- | ------------------ | --------------------------------- | -------------------- | -------- |
| I         | 28 de mayo de 2016 | Arena CWE, Desamparados, San José | 15                   | Epidemia |
| II        | 27 de mayo de 2017 | Club Peppers, Zapote San José     | 15                   | Dullaham |

## Lista de personal

### Plantel de luchadores y luchadoras

#### Luchadores
| Nombre            | Nombre real       | Notas                      |
| ----------------- | ----------------- | -------------------------- |
| Ares              | Cesar Zarate      |                            |
| Ary Bradford      | Armando Arias     |                            |
| Brujo             | ???               |                            |
| Cyrcus Clown      | ???               |                            |
| Epidemia          | ???               |                            |
| Escualo           | ???               |                            |
| Gotze             | Diego Lazo        | Retirado                   |
| Dullahan          | ???               |                            |
| Kaiser            | ???               |                            |
| Lápida            | ???               |                            |
| Luis Carlos Monge | Luis Carlos Monge | Retirado                   |
| Richard Evans     | Ricardo Barboza   |                            |
| Steven King       | Gregory Noguera   | Actual Campeón Mundial CWE |

#### Luchadoras
| Nombre      | Nombre real | Notas |
| ----------- | ----------- | ----- |
| Lady Killer | ???         |       |

### Árbitros
| Nombre       | Nombre real   | Notas |
| ------------ | ------------- | ----- |
| "La Tortuga" | Alex Martinez |       |
| Ray Moraga   | Ray Moraga    |       |

### Anunciadores
| Nombre           | Nombre real    | Notas |
| ---------------- | -------------- | ----- |
| Andrés "El Capo" | Andrés Miranda |       |

### Otros
| Nombre            | Nombre real       | Rol                                      | Notas |
| ----------------- | ----------------- | ---------------------------------------- | ----- |
| Wilberth Arroyo   | Wilberth Arroyo   | Presentador del programa "Somos lucha!"  |       |
| Montserrat Vargas | Montserrat Vargas | Presentadora del programa "Somos lucha!" |       |